# Adarnaz I. od Iberije
Adarnaz I. od Iberije (gruz. ადარნასე I), iz dinastije Hosroidi, bio je predsjedavajući knez Iberije od 627. do 637./642. godine.
Bio je sin Bakura III., posljednjeg kralja Iberije, i nasljedni vojvoda (eristavi) Kahetije. Godine 627. pomagao je bizantsko-hazarskoj vojsci u opsadi Tbilisija, a bizantski car Heraklije postavio ga je za vladara Iberije, prethodno pogubivši pro-sasanidskog kneza Stjepana I. Negdje između 637. i 642. godine (tj. nakon bitke kod Kadisije i prije bitke kod Nahavanda) pridružio se svojim snagama albanskom knezu Džavanširu u napadu na iranske garnizone u Albaniji.
Prema povjesničaru iz 7. stoljeća, Movsesu Dashuranciju, Adarnaz je nosio tri bizantska naslova. Povjesničar umjetnosti Vahtang Džobadze identificira ga s počasnim konzulom Adarnazeom (Adarnaz hypatos) zabilježenim na natpisu iz samostana Džvari u Mcheti. Kiril Tumanov, međutim, tvrdi da je ovaj Adarnaz zapravo Adarnaz II. s kraja 7. stoljeća. Njegovi su drugi naslovi vjerojatno "patricij" i vjerojatno "stratilat".